# Jean-Pierre Vernay
Jean-Pierre Vernay, né le 2 septembre 1958 à La Tronche (Isère) et mort le 16 avril 2009 à Paris, est un journaliste, critique et écrivain français, spécialisé dans la littérature de science-fiction et de fantasy.

## Biographie
Il fut l'un des membres du célèbre groupe Limite qui ambitionnait de révolutionner formellement la science-fiction française dans les années 80.

## Publications

### Romans
- L'Enfer en ce monde, Ponte Mirone, 1980
- Thomas et le Rat, Fernand Nathan, 1981
- Le Sang des mondes, Plasma, 1983 puis réédition (Fleuve éditions) en 1993
- Série Les Chimères, Plasma, 1983
  - Le Titan de Galova
  - Succubes
  - Séméla
  - Chasseur d'ombres
  - Océane

### Nouvelles et recueils de nouvelles

#### RecueilDites-le avec des mots,Éditions Denoël, (1985)
Nouvelles coécrites avec Emmanuel Jouanne, 1985.
- Dites-le avec des mots
- Les Portées du silence
- Vénus de papier
- Le Vol de la mésange
- Les Jours d'Été[2] (publié dans Univers 1985 - 1985)
- Eh, et si l'amour des étoiles…

#### RecueilFragments du rêve,Éditions Denoël, (1990)
- Ma chandelle est morte Je n'ai plus de feu Prête-moi ta plume pour écrire un mot
- À l'heure où ta montre s'arrête, tu regardes le ciel où, blanc-rouge-bleu, tu crois voir le bouclier de Captain America au-dessus de nos têtes
- Où sont les neiges d'antan ?
- Congo
- La Grande Terre
- Histoire pour ceux qui ne croient pas qu'il y eut une grande république d'Ukraine
- Les Guerres étranges
- Lied pour une Lorelei
- Beyrouth-sur-Isère
- En bas
- Dialectique du plan et de la guerre
- Roule. Roule.
- Femmes, agitez vos mouchoirs, le navire s'en va
- Passante
- Extase (Ecstasy)
- Lamantins
- Amours et voyages pour une enfant pubère
- Enfants lointains
- Pavane pour un assassin
- Holocauste pour un homme seul
- Albatros
- La Petite fille et le Jardinier
- Cérémonie à l'ancienne
- Oscar Wilde est mort. Assassiné

#### Nouvelles publiées hors recueils
- Histoire de Pinocchio, d'Alice et du Chanteur arc-en-ciel, publication dans Univers 1988, J'ai lu, 1988 puis réédition 1993[3],[4]

### Essais
- Panorama 1979 des collections, 1980.
- Héros de papier, 1980.
- Livres pour jeunes (Fiction n°314), 1980.
- Faites vous-même votre SF, 1981.

## Critiques de romans et de nouvelles
Jean-Pierre Vernay est l’auteur d'une cinquantaine de critiques de romans et nouvelles.

## Compléments